# Bogadi, Nagamangala
Bogadi là một làng thuộc tehsil Nagamangala, huyện Mandya, bang Karnataka, Ấn Độ.